# Say Yay!
A Say Yay! (magyarul: Mondd, hogy hurrá!) a spanyol Barei dala, mellyel Spanyolországot képviselte a 2016-os Eurovíziós Dalfesztiválon, Stockholmban. A dal az RTVE által szervezett nemzeti döntőben nyerte el az eurovíziós indulás jogát 2016. február 1-jén. Ez volt az első olyan spanyol versenydal a dalfesztivál története során, mely nem tartalmazott spanyol nyelvű részt, csak angolt.

## Eurovíziós Dalfesztivál
Mivel Spanyolország tagja az automatikusan döntős Öt Nagy országának, ezért a dalt az Eurovíziós Dalfesztiválon a május 14-én rendezett döntőben adta elő, de előtte az első elődöntő zsűris főpróbáján is hallható volt. Fellépési sorrendben huszonötödikként lépett fel, az Oroszországot képviselő Sergey Lazarev You Are the Only One című dala után és a Lettországot képviselő Justs Heartbeat című dala előtt. A szavazás során a zsűri szavazáson összesítésben a tizenhatodik helyen végzett 67 ponttal, míg a nézői szavazáson a huszonharmadik helyen végzett 10 ponttal, így összesítésben 77 ponttal a verseny huszonkettedik helyezettje lett.
A következő spanyol induló Manel Navarro Do It for Your Lover című dala volt a 2017-es Eurovíziós Dalfesztiválon.